# Kadathur
Kadathur (o Kadattur, Kadatur) è una suddivisione dell'India, classificata come town panchayat, di 9.814 abitanti, situata nel distretto di Dharmapuri, nello stato federato del Tamil Nadu. In base al numero di abitanti la città rientra nella classe V (da 5.000 a 9.999 persone).

## Geografia fisica
La città è situata a 12° 4' 60 N e 78° 16' 60 E e ha un'altitudine di 476 m s.l.m..

## Società

### Evoluzione demografica
Al censimento del 2001 la popolazione di Kadathur assommava a 9.814 persone, delle quali 5.023 maschi e 4.791 femmine. I bambini di età inferiore o uguale ai sei anni assommavano a 1.115, dei quali 585 maschi e 530 femmine. Infine, coloro che erano in grado di saper almeno leggere e scrivere erano 6.455, dei quali 3.754 maschi e 2.701 femmine.